# الحفير والأمل
قرية الحفير والأمل هي إحدى القرى التابعة لمركز بلقاس في محافظة الدقهلية في جمهورية مصر العربية. حسب إحصاءات سنة 2006، بلغ إجمالي السكان في الحفير والامل 48070 نسمة، منهم 25029 رجل و23041 امرأة.